# Gouvernement Mogiljow

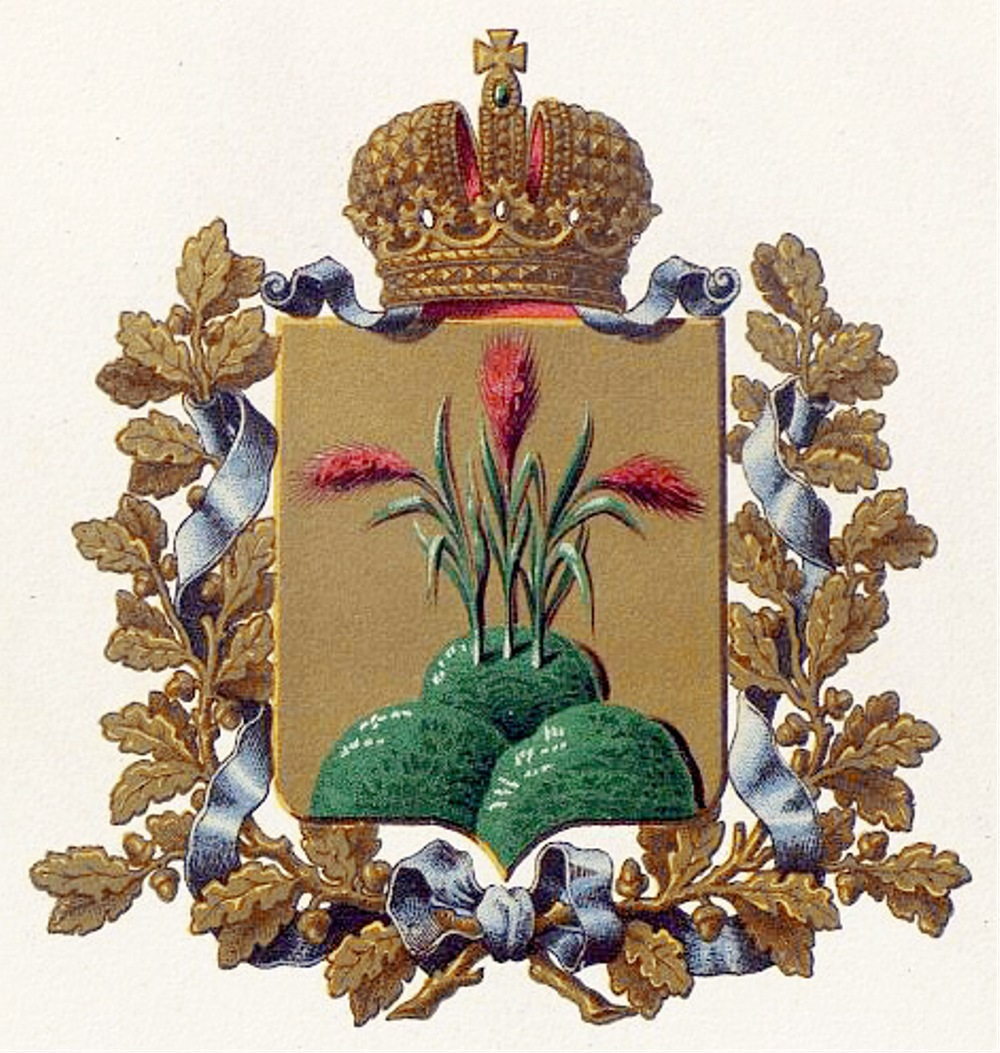
Wappen des Gouvernements

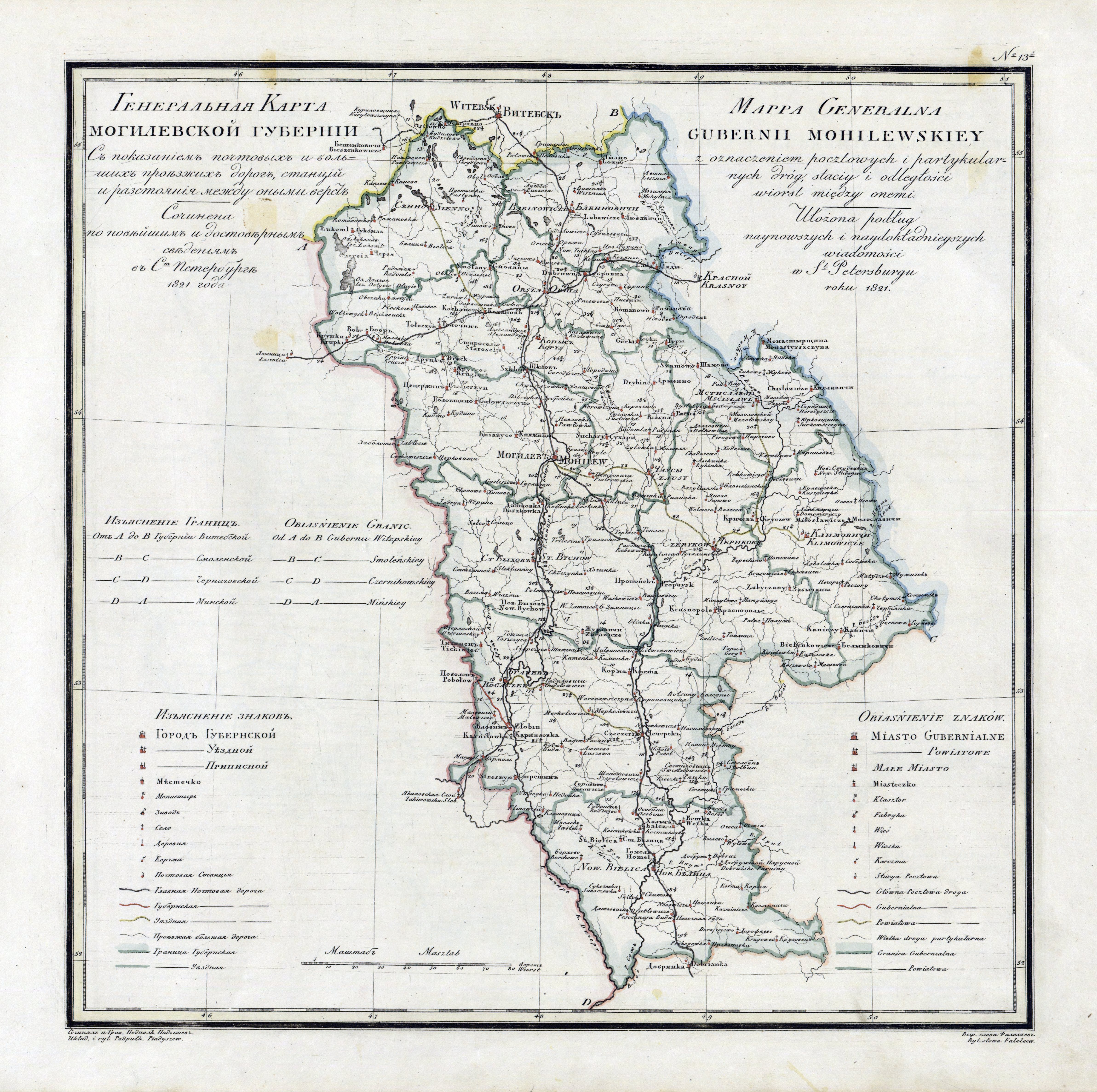
Karte von 1821 (Russisch-Polnisch)

Das Gouvernement Mogiljow (auch: Mohilew, russisch Могилёвская губерния/Mogiljowskaja gubernija) war eine Verwaltungseinheit des Russischen Kaiserreichs.
Das Gouvernement lag im europäischen Teil des Landes und umfasste den östlichen Teil des heutigen Belarus. Es grenzte an folgende Gouvernements (von Norden im Uhrzeigersinn): Witebsk, Smolensk, Tschernigow und Minsk. Es umfasste 48.047 km², Hauptstadt war Mogiljow (belarussisch Mahiljou).
Es wurde 1772 aus vormals polnischen Territorien gebildet und war kurzzeitig von 1796 bis 1802 mit Minsk in der Statthalterschaft Weißrussland vereinigt. Nach der Oktoberrevolution kam es Anfang 1919 zur Weißrussischen Sowjetrepublik und kurz darauf zur Russischen SFSR, bevor es im Juli 1919 aufgelöst wurde.
Zuletzt war es in elf Ujesdy (Kreise) unterteilt:
- Gorki (belarussisch Horki)
- Gomel (belarussisch Homel)
- Klimowitschi (belarussisch Klimawitschy)
- Mogiljow
- Mstislawl (belarussisch Mszislau)
- Orscha
- Rogatschew (belarussisch Rahatschou)
- Sjenno (belarussisch Sjanno)
- Staryj-Bychow (belarussisch Bychau)
- Tschaussy (belarussisch Tschawussy)
- Tscherikow (belarussisch Tscherykau)

## Statistik
Das Gouvernement hatte im Jahr 1897 1.686.764 Einwohner. Davon waren 1.389.782 Belarussen, 203.507 Juden, 58.155 Russen, 17.526 Polen, die meisten übrigen Ukrainer, Deutsche und Letten.
Der Ackerbau war Ende des 19. Jahrhunderts noch weitaus der wichtigste Erwerbszweig; gebaut wurden hauptsächlich Roggen, Hafer, Gerste, Buchweizen, Kartoffeln, weniger Weizen, daneben auch Flachs und Hanf, und im südlichen Teil Zuckerrüben und Tabak. Die Ernte ergab 1903: 329.861 t Roggen, 153.840 t Hafer, 50.881 t Gerste, 34.748 t Buchweizen und 722.404 t Kartoffeln. Der Gemüsebau war gut entwickelt und lieferte namentlich viel Kümmel. Der Viehbestand betrug 1903: 450.000 Pferde, 585.000 Stück Hornvieh, 600.000 Schafe, 553.000 Schweine und 46.000 Ziegen. Die Industrie war im Wesentlichen Kleinindustrie. Man zählte 1900 über 3000 Betriebe mit 10.295 Arbeitern, aber einem Produktionswert von nur 8,3 Millionen Rubel. An erster Stelle standen Branntweinbrennerei, Müllerei, Holzsägerei. In der Hausindustrie waren 70–80.000 Personen tätig, die sich mit der Herstellung von Leinen- und Hanfgeweben, Holzwaren, Kleidern, Schuhwerk etc. beschäftigten. Der Handel konzentrierte sich auf die wichtige Verkehrsstraße des Dnepr; der Eisenbahnverkehr war um 1900 noch unterentwickelt.